# Oberland (distrito electoral)
Oberland (en alemán: Wahlkreis Oberland), que significa "tierra alta", es uno de los dos distritos electorales de Liechtenstein. Su territorio corresponde con el del Condado de Vaduz (en alemán: Grafschaft Vaduz), y la sede administrativa del distrito es la ciudad de Vaduz, la capital nacional.

## Geografía
El distrito, que incluye las ciudades principales de Vaduz y Schaan, es más poblado que Unterland (el otro distrito) y abarca la región sur, con entre cuatro quintos y cinco sextos de la superficie del país. Se compone de 6 municipios y 12 pueblos, para un total de 18 asentamientos.
| Municipio   | Pob. (2014) | Área (km²) | Pueblos                                                              |
| ----------- | ----------- | ---------- | -------------------------------------------------------------------- |
| Balzers     | 4,587       | 19.6       | Mäls                                                                 |
| Planken     | 424         | 5.3        | ninguno                                                              |
| Schaan      | 5,963       | 26.8       | ninguno                                                              |
| Triesen     | 5,009       | 26.4       | Lawena, Valüna                                                       |
| Triesenberg | 2,604       | 29.8       | Gaflei, Malbun, Masescha, Rotenboden, Silum, Steg, Sücka, Wangerberg |
| Vaduz       | 5,425       | 17.3       | Ebenholz, Mühleholz                                                  |